# Charlie Davies
Pour l’article homonyme, voir Davies.
Charles Desmond Davies, né le 25 juin 1986 à Manchester (New Hampshire) aux États-Unis, est un joueur international américain de soccer évoluant au poste d'attaquant.

## Biographie
Charlie Davies est né dans le New Hampshire d'un père gambien et d'une mère américaine. Il grandit à San Diego en Californie et est encouragé à faire du football par son père.
Il se fait remarquer par ses qualités de buteur dès le lycée et le championnat scolaire de Nouvelle-Angleterre en marquant 29 des 30 buts de son équipe lors de sa première année. Son équipe est invaincue en 15 matches lors de sa seconde année à Brooks School (en). C'est également au lycée que Charlie se met à la lutte.

### Carrière universitaire
Il intègre alors le Boston College et joue au soccer au sein du club omnisports des Eagles de Boston College en NCAA pendant trois saisons. Il n'a pas pu jouer durant sa seconde saison aux Eagles à cause d'une blessure au genou lors du match d'ouverture.
Alors qu'il est à l'université, il joue également avec le club de Westchester Flames dans la banlieue de New York en Premier Development League, le plus haut niveau en soccer amateur aux États-Unis et correspondant à la quatrième division. Il fait forte impression dans ce championnat en inscrivant six buts en seulement neuf apparitions.
Il termine sa carrière universitaire avec 24 buts et 10 passes décisives en 37 matches, marquant 15 de ses buts lors de ses 16 derniers matches.

### Débuts professionnels en Suède
Grand espoir du football universitaire aux États-Unis, Davies annonce sa volonté d'anticiper son passage en pro après seulement trois années universitaires. Alors qu'il est attendu comme un des premiers choix de la Superdraft de la Major League Soccer de 2007, il décide finalement de refuser le contrat Génération Adidas qu'on lui proposait et de renoncer à rejoindre la MLS pour tenter sa chance en Europe.
Il réalise d'abord un essai infructueux avec le grand Ajax Amsterdam avant de signer en Suède pour le club d'Hammarby IF en janvier 2007. Son intégration dans l'Allsvenskan, le championnat suédois, était plus facile car les saisons se déroulent sur l'année civile comme aux États-Unis, ce qui lui permettait de réaliser la préparation de la saison avec sa nouvelle équipe.
Lors de sa première saison à Hammarby, il n'est pas un titulaire indiscutable et fait quelques matches en rentrant dans le cours du jeu. Il est très bien entouré car son entraîneur Tony Gustavsson lui donne beaucoup de crédits et surtout le joueur uruguayen Sebastián Eguren le prend sous son aile et favorise son acclimatation.
Sa deuxième saison en Suède est meilleure avec 14 buts en 24 matchs de championnat. Des rumeurs commencent à jaillir en l'envoyant un peu partout en Europe mais il décide de rester au club et entame une troisième saison avec Hammarby IF.

### Arrivée en Ligue 1
À l'été 2009, lors de la mi-saison en Suède, il participe en sélection à la coupe des confédérations puis à la Gold Cup. C'est pendant cette compétition qu'est annoncé son transfert au FC Sochaux-Montbéliard avec un contrat de quatre ans à la clef. Il quittera la compétition après les phases de poules pour préparer au mieux la saison de Ligue 1.
Quatre jours après avoir mis un but en sélection, il inscrit un doublé dès son second match en Ligue 1 face au champion en titre, les Girondins de Bordeaux et alors qu'il n'est entré en jeu qu'à la mi-temps

### Grave accident de la route
Après la victoire 3-2 face au Honduras le 10 octobre 2009, la sélection américaine est qualifiée pour la Coupe du monde et Charlie Davies est mis au repos en raison d'une douleur au genou, pour le match sans enjeu face au Costa Rica quatre jours plus tard à Washington.
Le 13 octobre 2009 à 3h15 du matin, Charlie Davies et trois autres personnes subissent un terrible accident de la route en heurtant un pylône sur une autoroute de Virginie à proximité de Washington. Le choc est d'une telle violence qu'il tue sur le coup la passagère avant âgée de 22 ans et coupe littéralement la voiture en deux. Davies, qui était à l'arrière du véhicule, subit à la suite de l'accident cinq heures d'opération à Washington. Il souffre alors d'une perforation de la vessie, de fractures au fémur et au tibia de la jambe droite, d'une fracture et d'une luxation du coude gauche ainsi que de fractures du nez, du front et de la pommette et aussi d'un écoulement de sang depuis le cerveau. Alors que la fin de sa carrière professionnelle est évoquée, le médecin de la sélection américaine lui prédit six à douze mois de convalescence, rendant plus qu'improbable sa participation à la Coupe du monde de football 2010.
Le lendemain, lors du match États-Unis-Costa Rica, les supporters et joueurs américains témoignent de leur soutien à Charlie Davies. Les supporters brandissent des milliers de cartes avec le numéro 9 inscrit, celui de Charlie Davies en sélection, tandis que les joueurs posent avec un drapeau à la fin du match. Trois jours plus tard, son club de Sochaux lui dédie sa victoire 2-0 à Lyon face au leader et seul club invaincu de Ligue 1. Le lendemain, Davies n'est plus sous assistance respiratoire et a retrouvé l'usage de la parole.

### Convalescence
Charlie Davies se remet beaucoup plus vite que prévu de ses blessures. Il affiche très rapidement son objectif de revenir pour la coupe du monde en juin 2010. Les quatre premiers mois de sa convalescence se déroulent dans les installations nationales américaines dans le Delaware. Après une dernière opération du coude pour lui retirer vis et plaques, il revient en France à Sochaux le 17 février 2010 et reprend dès la semaine suivante la destination du Centre Européen de Rééducation du Sportif à Capbreton.
Il retrouve ses coéquipiers pour des jeux de ballons à partir du 22 avril 2010 mais ne retrouvera pas le banc de touche de Sochaux avant la fin de la saison et sera finalement jugé inapte à jouer la coupe du monde.
Davies fait finalement son retour en équipe première au début de la saison 2010-2011 après quelques matches avec la réserve qui évolue en CFA. Sur le banc, contre Bordeaux (1-1) le 19 décembre 2010 pour la première fois en championnat depuis son accident, il n'entre pourtant pas en jeu.

### Retour au pays
Alors que Francis Gillot et le FCSM ne le font pas jouer, il demande à être prêté lors du mercato hivernal. Le 2 février, il part pour un essai d'une semaine au DC United en Major League Soccer où il est prêté un an pour la saison 2011. Lors de son premier match sous ses nouvelles couleurs, il inscrit un but et réalise une passe décisive lors de la victoire 5-1 en match amical face à l'équipe du Canada U20. 
Pour son premier match officiel avec le DC United contre le Columbus Crew le 19 mars 2011, il entre en jeu à la 52e minute alors que son équipe mène 1-0, et s'offre un doublé en l'espace d'un quart d'heure de jeu pour s'imposer 3-1.
À l'issue de ce prêt, DC United ne lève pas l'option d'achat et Charlie retrouve Sochaux à la trêve le 1er janvier 2012.
La saison suivante, Davies tente de se relancer chez le promu danois du Randers FC. Après une saison sans inscrire un seul but en 26 matchs, Davies retrouve sa Nouvelle-Angleterre natale dans le cadre d'un prêt d'un an avec le Revolution en MLS.

### Retraite sportive
Après une carrière mouvementée où il a connu plusieurs pays, subi un grave accident de la route et combattu un cancer, Charlie Davies annonce son retrait du soccer professionnel le 2 mars 2018,.

### En sélection nationale
Davies joue régulièrement avec les équipes jeunes des États-Unis plus souvent en tant que remplaçant, il commence avec les - 20 ans puis avec la sélection olympique. En 2008, il participe aux Jeux olympiques, il participe à un seul match de la compétition.
Concernant l'équipe A des États-Unis, il fait ses débuts le 2 juin 2007 en match amical contre la Chine (4-1) en rentrant à la 66e minute à la place de son compatriote Ante Razov.
Il participe également à la Copa América 2007 (1 match). 2009 est l'année où il se fait remarquer en équipe lors de la Coupe des confédérations 2009 (4 matchs et 1 but) où il marque un but contre l'Égypte, puis quelques jours plus tard la Gold Cup 2009 (3 matchs, 1 but, 1 passe décisive). Il doit quitter la compétition pour rejoindre son nouveau club en France, mais retrouve la sélection le 12 août 2009 face au Mexique dans le cadre des qualifications pour la coupe du monde, cette fois-ci en tant que titulaire. Il marque à cette occasion son quatrième but en sélection. Charlie Davies ne participe pas à la coupe du monde 2010 pour cause de blessure grave.

### Dans l'encadrement technique
Alors qu'il évolue au Revolution de la Nouvelle-Angleterre, Charlie Davies intègre l'encadrement technique de son ancienne équipe universitaire des Boston College Eagles en tant qu'entraîneur-adjoint, en même temps que son coéquipier Lee Nguyen.

## Buts internationaux
|    | Date            | Lieu                                                       | Adversaire        | Résultat | Compétition                               |
| -- | --------------- | ---------------------------------------------------------- | ----------------- | -------- | ----------------------------------------- |
| 1. | 15 octobre 2008 | Hasely Crawford Stadium, Port-d'Espagne, Trinité-et-Tobago | Trinité-et-Tobago | 1-2      | Qualifications coupe du monde 2010        |
| 2. | 21 juin 2009    | Royal Bafokeng Stadium, Rustenburg, Afrique du Sud         | Égypte            | 3-0      | Coupe des confédérations 2009             |
| 3. | 4 juillet 2009  | Qwest Field, Seattle, États-Unis                           | Grenade           | 4-0      | Gold Cup 2009                             |
| 4. | 12 août 2009    | Stade Azteca, Mexico, Mexique                              | Mexique           | 1-2      | Qualification pour la coupe du monde 2010 |

## Statistiques
| Saison      | Club               | Pays                       | Championnat         | Coupes nationales | Coupes Continentales | Sélection États-Unis |
| ----------- | ------------------ | -------------------------- | ------------------- | ----------------- | -------------------- | -------------------- |
| 2006        | Westchester Flames | Premier Development League | 9 matchs / 6 buts   | -                 | -                    | -                    |
| 2007        | Hammarby IF        | Allsvenskan                | 20 matchs / 3 buts  | -                 | 1 match (C3)         | 3 matchs             |
| 2008        | Hammarby IF        | Allsvenskan                | 27 matchs / 14 buts | -                 | -                    | 1 match / 1 but      |
| 2009        | Hammarby IF        | Allsvenskan                | 9 matchs / 4 buts   | -                 | -                    | 8 matchs / 2 buts    |
| 2009 - 2010 | FC Sochaux         | Ligue 1                    | 8 matchs / 2 buts   | -                 | -                    | 5 matchs / 1 but     |
| 2010 - 2011 | FC Sochaux         | Ligue 1                    | -                   | -                 | -                    | -                    |
| 2011        | DC United          | MLS                        | 26 matchs / 11 buts | 1 match           | -                    | -                    |

Dernière mise à jour le 30 décembre 2011

## Divers
Charlie Davies est connu sur le net pour sa grande activité sur son Twitter où il détaille chaque moment de sa vie.